# Maria Ferret i Espanyol
Maria Ferret i Espanyol (Barcelona, 10 de gener de 1924 – 11 de novembre de 2012). Va fundar, juntament amb Eladi Homs Zimmer, el Moviment Escolta i Guiatge de Mallorca, i fou presidenta d'honor de la Fundació que porta el seu nom.

## Biografia[2]
Nasqué a Barcelona el 10 de gener de 1924. El 1930 començà l'escola en el parvulari i, en acabar l'ensenyança elemental als 15 anys, continuà una ensenyança professional. El 1942 va anar a l'escola d'idiomes.
L'any 1944 va visitar l'illa de Mallorca per primera vegada. El 1946 es va casar a Barcelona amb Eladi Homs Zimmer, executiu empresarial, membre de l'escoltisme i deixeble de Mn. Antoni Batlle, que s'involucrarà en la reorganització del moviment escolta català arribant a dirigent de la branca rovers en la Institució Catalana d'Escotisme (Minyons de Muntanya) - (Boy Scouts de Catalunya). Eladi Homs i Maria Ferret varen tenir set fills, quatre a Catalunya i tres a Mallorca.

## Creació de l'escoltisme i el guiatge a Mallorca[4]
El 1954, per motius professionals del seu marit, es va establir a Mallorca, on Eladi Homs crearia el 1956 el Moviment Escolta de Mallorca, amb la unitat Ramon Llull, acollida a una entitat anomenada Joventut Antoniana, primera del moviment a Mallorca. Dos anys més tard, el 1958, Maria Ferret creà la unitat Rosa de Bardissa, el primer grup femení de l'Agrupament Reina Costança fundant la branca femenina, el Guiatge Catòlic de Mallorca, lligats tots dos, jurídicament, a l'Església catòlica. Això suposa el trencament amb els models educatius que eren habituals a les Illes en aquells moments, al món escolar i a les organitzacions juvenils franquistes, com el Frente de Juventudes.
Durant aquests anys i la dècada següent, el caràcter eclesial de l'escoltisme permeté que sobrevisqués a les organitzacions juvenils afectes al franquisme i que s'hi pogués dur a terme una conscienciació dels al·lots sobre la llengua i la cultura de Mallorca. A través dels agrupaments, s'anà consolidant com un ampli moviment i prengué la caracterització actual, tot servint l'esperit fundador mitjançant una tasca pedagògica que fomentava entre els infants i joves els valors cívics, l'amor a la terra i el compromís amb la llengua i la cultura.
L'any 1961 el moviment fou reconegut quan es creà l'Oficina Diocesana d'Informació i Coordinació d'Escoltisme, de la qual fou nomenat director Eladi Homs, que esdevindrà comissari general al crear-se el Moviment Escolta de Mallorca. A l'assemblea de 1966 Maria Ferret fou elegida Comissaria del moviment de noies, el Guiatge Catòlic de Mallorca.
Maria Ferret deixà Mallorca per motius professionals del seu marit a finals del 1969, encara que mantingué contacte constant amb les Illes i el Moviment que ajudà a fundar. El 1993 el moviment crearia la Fundació Maria Ferret, i en nomenaria Maria Ferret presidenta d'honor. Després de la mort del seu marit el 1998 s'involucrà en el desenvolupament de la Fundació. Maria Ferret va morir dia 11 de novembre de 2012 a Barcelona.

## Reconeixements[2]
A l'assemblea del Moviment Scout Catòlic, la federació d'escoltisme on està adherit el moviment balear, celebrada a Barcelona el 28 i 29 de juny de 1986, Eladi Homs i Maria Ferret foren nomenats membres d'honor.
L'any 1994 va ser escollida, juntament amb el seu marit, sòcia d'Honor del Moviment Escolta i Guia de Mallorca, en la VII Assemblea celebrada al Santuari de Lluc.
L'Ajuntament de Palma, evidenciant el reconeixement públic institucional, ha posat recentment nom a un carrer de Ciutat al barri de Cas Capiscol, amb el nom de Maria Ferret, ciutat on, de manera més intensa, Maria Ferret ha abocat tants anys la seva feina educativa a través del Moviment Escolta i Guiatge de Mallorca.